# Automatgevär m/42
Automatgevär m/42 (hrv. poluautomatska puška 42) je švedska poluautomatska puška.

## Povijest
Pušku je dizajnirao Erik Eklund 1941. godine kao inženjer tvrtke AB C.J. Ljungmans Verkstäder iz Malmöa. Sljedeće godine Carl Gustafs Stads Gevärsfaktori započinje s njenom masovnom proizvodnjom. U švedskoj vojsci je bila korištena u relativno maloj količini jer je status standardne puške imao Carl Gustaf M/96.
Tijekom 2. svjetskog rata u Švedskoj se nalazilo 50.000 norveških izbjeglica od čega je njih 13.000 bilo regrutirano i obučavano u tajnim kampovima u tzv. policijske trupe. Obuku su vršili upravo na Ag m/42 koje su ponijeli u domovinu nakon njemačkog poraza 1945.
Nakon što su otkriveni ozbiljni problemi na pušci (npr. s plinskom cijevi), zalihe Ljungmana su u razdoblju od 1953. do 1956. prepravljene na noviji Ag m/42B standard. Modifikacija je uključivala novu plinsku cijev od nehrđajućeg čelika, okvir sa streljivom, bajunetu Mauserovog oblika ispod cijevi, opremu za čišćenje i dr. S druge strane, Norvežani nisu modificirali svoje puške koje su dobili još tijekom boravka u Švedskoj.
Ag m/42 je sredinom 1960-ih zamijenjen s automatskom puškom Ak 4 (derivatom njemačkog Heckler & Koch G3).
Carl Gustaf je tijekom 1950-ih prodao licencu i strojeve za proizvodnju Ljungmana egipatskoj vojnoj industriji Maadi. Tako je stvorena domaća puška Hakim, a po uzoru na Ag m/42 razvijena je i karabinska inačica Rašid. Zanimljivo je da su se sve tri puške razlikovale po kalibru streljiva: 6.5x55mm (Ag m/42), 7.92×57mm (Hakim) i 7.62×39mm (Rašid).

## Inačice
- Automatgevär m/42: osnovna inačica
- Automatgevär m/42B: poboljšana inačica.

## Korisnici
- Švedska: puška je korištena u manjoj količini u švedskoj vojsci jer je Carl Gustaf M/96 imao primat.[2]
- Danska: Ljungmana je na temelju licence pokušala proizvesti tvrtka Madsen, međutim projekt je stao već na prototipnoj fazi.[1]
- Egipat: domaća vojna industrija Maadi je na temelju licence proizvodila vlastite inačice Hakim i Rašid[1] s time da je Hakim bio standardna puška egipatske vojske sve do sredine 1960-ih kada ga je zamijenio AK-47.
- Norveška: norveške policijske trupe su koristile Ag m/42 tijekom tajne obuke u Švedskoj i kasnije u domovini završetkom 2. svjetskog rata.[3]

## Vidjeti također
- Hakim
- Rašid

## Vanjske poveznice
- Automatgevär modell/42 - Ett helsvenskt armévapen
- ForgottenWeapons - AG-42B Ljungman
- ForgottenWeapons - Ljungman AG-42B at the Range